# みどりゆうこ
緑 ゆうこ（みどり―、1958年2月17日 - ）は、日本の作家、エッセイスト。
神奈川県鎌倉市出身。上智大学文学部仏文科卒業後、広告・編集などに携わる。英国人写真家と結婚し、1988年よりロンドン郊外に住む。1991年みどりゆうこの名で「海を渡る植物群」で文学界新人賞を受賞。その後は緑ゆうこ名義で英国に関するエッセイを刊行する。『イギリス人は「理想」がお好き』は第50回日本エッセイストクラブ賞候補にも挙がった。
デビュー作当時期待の作家として名をあげた斎藤美奈子は、エッセイが出た際も「朝日新聞」書評でとりあげフォローした。

## 著書
- こうのとりを放つ日 /みどりゆうこ 集英社 1997.6
- イギリス人は「理想」がお好き 紀伊國屋書店 2002.3
- イギリス人は「建前」がお得意 紀伊國屋書店 2002.12
- うわさ上手なイギリス人 ベストセラーズ 2003.11
- 若いフリをするイギリス人・きまじめに老いる日本人 人生後半を幸せに生きるヒント 幻冬舎 2004
- イギリス発日本人が知らないニッポン 岩波アクティブ新書 2004.8
- 植物になって、人間をながめてみると 紀伊国屋書店、2009